# 约瑟夫·哈泽内尔
约瑟夫·哈泽内尔（德語：Josef Hasenöhrl，1915年5月5日—1945年3月13日），奥地利男子赛艇运动员。他曾代表奥地利参加1936年夏季奥林匹克运动会赛艇比赛，获得男子单人双桨银牌。